# Кристиан фон Брауншвайг-Волфенбютел
Кристиан фон Брауншвайг-Волфенбютел Млади на немски: Christian von Braunschweig-Wolfenbüttel, der Jüngere; * 20 септември 1599, Грьонинген на Боде, † 16 юни 1626, Волфенбютел) от род Велфи (Среден Дом Брауншвайг), е номинален херцог на Брауншвайг-Люнебург, епископ (администратор) на Халберщат (1616 – 1623) и се бие като генерал против Хабсбургите и католическата лига през Тридесетгодишната войска.

## Живот
Той е син на лутеранския херцог Хайнрих Юлий (1564 – 1613) и втората му съпруга принцеса Елизабет Датска (1573 – 1626), дъщеря на крал Фридрих II от Дания.
На 17 години Кристиан е светски администратор на Епископство Халберщат, но не е признат от императора. През 1620 г. той става ритмайстор при княз Мориц Орански. По нареждане на курфюрст-пфалцграф Фридрих V фон Пфалц херцог Кристиан съставя през 1621 г. наемническа войска от около 10 000 души, на които не е осигурена издръжката. Той граби с войската си манастирите Падерборн и Мюнстер. Главната му квартира е в окрепения Липщат и изисква от градовете и селата, които не е посетил средства за издръжката на войската си.
Кристиан води няколко битки. През 1622 г. той е ранен и му ампутират лявата ръка. Той се разболява и умира от висока температура на 16 юни 1626 г. във Волфенбютел.
В неговата телохранителна гвардия служи Дългия Антон, който е висок 2,44 m, най-високият човек по неговото време.
- Херцог Кристиан фон Брауншвайг-Люнебург, картина от 1620
- Кристиан фон Брауншвайг-Волфенбютел (сл. 1622/23)